# 후지마쓰역
후지마쓰역(일본어: 富士松駅)은 일본 아이치현 가리야시에 위치한 나고야 철도 나고야 본선의 철도역이다. 역 번호는 NH 21이며, 상대식 승강장 2면 2선의 구조를 갖춘 지상역이다.

## 타는 곳
| 1 | ■ 나고야 본선 | 하행 | 나고야 · 이누야마 · 쓰시마 · 기후 방면          |
| 2 | ■ 나고야 본선 | 상행 | 히가시오카자키 · 도요하시 · 도요카와이나리 방면 |

## 이용 현황
- 2002년 : 787명
- 2003년 : 868명
- 2004년 : 950명
- 2005년 : 1,020명
- 2006년 : 1,075명
- 2007년 : 1,262명
- 2008년 : 1,294명

## 역 주변
- 국도 제1호선
- 국도 제23호선
- 가리야 시 종합 운동공원
- 가리야 시청 후지마쓰 지소

## 인접 역
| 나고야 철도 나고야 본선      | 나고야 철도 나고야 본선 | 나고야 철도 나고야 본선          |
| ---------------------------- | ----------------------- | -------------------------------- |
| NH 20 히토쓰기 도요하시 방면 | ■ 나고야 본선           | 도요아케 NH 22 메이테쓰기후 방면 |